# Alexander Lockwood
Alexander Lockwood (Ostrava, 5 maggio 1902 – Los Angeles, 25 gennaio 1990) è stato un attore statunitense.
È apparso in numerosi film e show televisivi tra gli anni '30 e '80.

## Filmografia parziale

### Cinema
- Jigsaw, regia di Fletcher Markle (1949)
- Il robot e lo Sputnik (The Invisible Boy), regia di Herman Hoffman (1957)
- L'inferno ci accusa (The Story of Mankind), regia di Irwin Allen (1957)
- Il trapezio della vita (The Tarnished Angels), regia di Douglas Sirk (1957)
- La sfida dei fuorilegge (Hell Canyon Outlaws), regia di Paul Landres (1957)
- Ricerche diaboliche (Monster on the Campus), regia di Jack Arnold (1958)
- Intrigo internazionale (North by Northwest), regia di Alfred Hitchcock (1959)
- Complotto di famiglia (Family Plot), regia di Alfred Hitchcock (1976)
- Incontri ravvicinati del terzo tipo (Close Encounters of the Third Kind), regia di Steven Spielberg (1977)
- Io, modestamente, Mosè (Wholly Moses), regia di Gary Weis (1980)
- Making Love, regia di Arthur Hiller (1982)

### Televisione
- Telephone Time – serie TV, episodio 2x07 (1956)
- The Court of Last Resort – serie TV, episodio 1x07 (1957)
- Have Gun - Will Travel – serie TV, episodio 1x26 (1958)
- Peter Gunn – serie TV, episodi 2x17-3x04 (1960)
- Scacco matto (Checkmate) – serie TV, episodio 2x10 (1961)
- Perry Mason – serie TV, 6 episodi (1961-1965)
- Io e i miei tre figli (My Three Sons) – serie TV, episodio 2x35 (1962)
- Mr. Novak – serie TV, episodio 2x25 (1965)
- La grande vallata (The Big Valley) – serie TV, 3 episodi (1966-1968)
- Duel, regia di Steven Spielberg – film TV (1971)

## Doppiatori italiani
Nelle versioni in italiano dei suoi film, Alexander Lockwood è stato doppiato da:
- Olinto Cristina in Complotto di famiglia